# Примус (прилад)

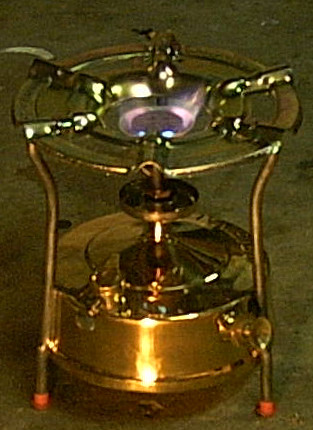
Примус

При́мус або гасова плита — нагрівальний прилад, що працює на рідкому паливі (бензині чи гасі). Був розроблений у 1892 році шведським винахідником Франсом Вільгельмом Ліндквістом. Дизайн плити був заснований на дизайні ручної паяльної лампи. Примус зазвичай використовується для нагріву продуктів харчування, дуже популярний серед туристів.
Назва пов'язана з фабричною маркою Primus (від лат. primus — «перший»), брендом виробника перших нагрівальних приладів цього типу.

## Принцип роботи

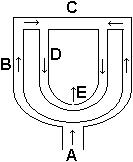
Схема пальника примуса

Принцип роботи примуса схожий з принципом роботи паяльної лампи. Пальне з резервуара A під тиском повітря, що створюється перед розпалом за допомогою повітряного поршневого насоса і потім підтримується за рахунок нагрівання (також необхідна періодична «підкачка»), надходить в трубчасту частину пальника B, де попередньо нагрівається; потім у трубці D випаровуються, пара палива виходять через форсунку E. Пара пального змішуються з повітрям, а потім згоряє у конфорці C. Для нормального випаровування палива необхідно підтримувати високу температуру пальника, тому перед початком роботи необхідне прогрівання. Для цього в деяких примусах навколо пальника є спеціальна чашечка, в якій при розпалюванні спалюють налите паливо або кілька шматків сухого пального.
Побутові примуси, як правило, працюють на гасі, а примуси для туристів (автомобілістів) — на бензині.